# 新加坡印度人

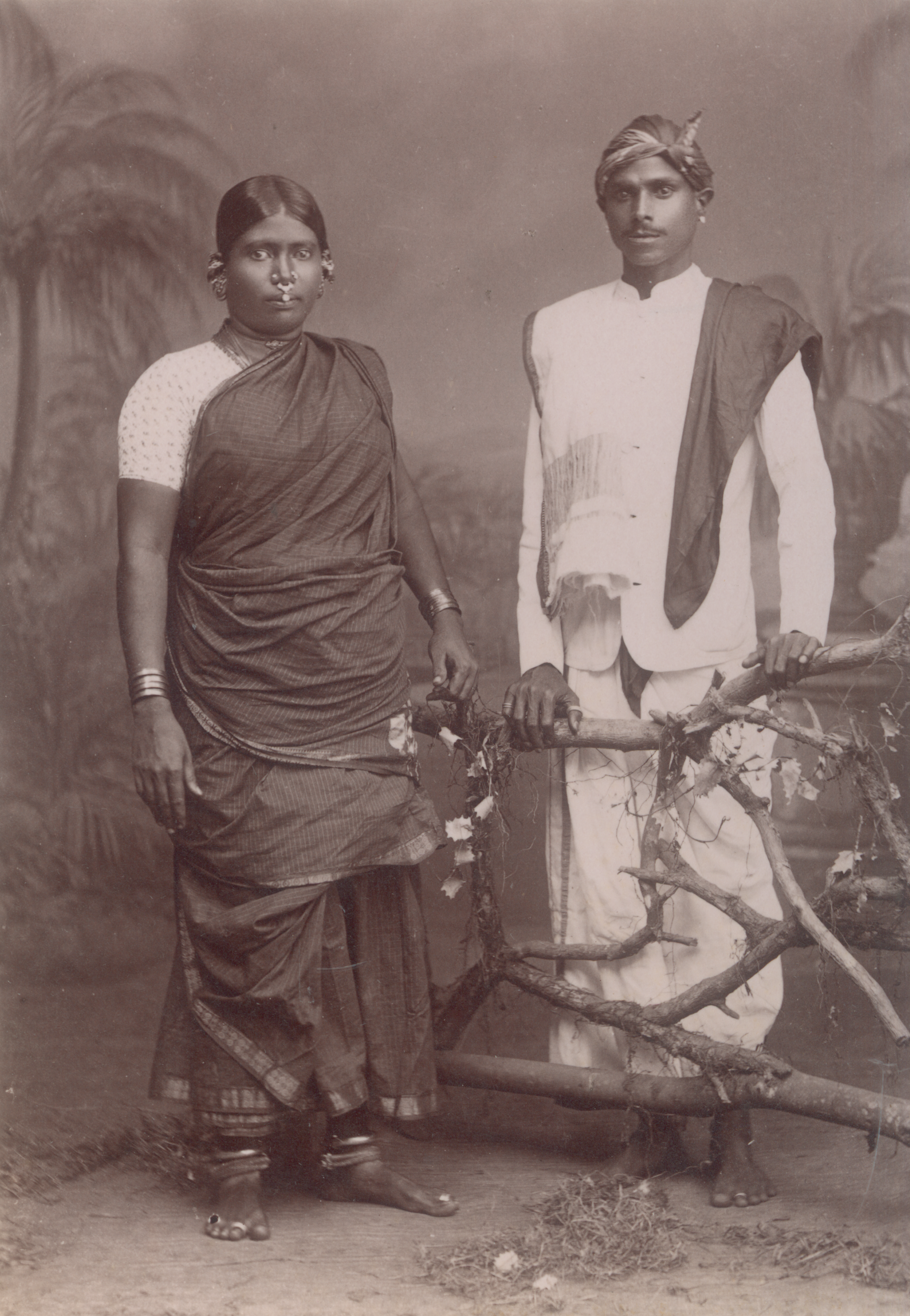
新加坡的一對印度夫婦，大約攝於1890年。

新加坡印度人（又稱印度裔新加坡人, Ciṅkappūr Intiyarkaḷ）是對生活在新加坡的南亞裔的稱呼。印度裔社群佔新加坡人口的7.4％，使印度裔成為新加坡第三大族群。雖然古印度文化對新加坡本土的馬來文化有了深刻影響，但印度裔社群真正開始移居到新加坡的時間在英属印度時期（1819年），當時移居新加坡的印度人包括契約工人，士兵和罪犯。到二十世紀中期，又有一批印度裔移居新加坡。新加坡的印度人社群貧富差距大，自1990年代以來，受過良好高等教育的印度移民移入，使新的矛盾形成。新加坡印度裔社群在語言和宗教上多樣化，多數為來自南印度的坦米爾人。新加坡當地的印度文化已經深耕了近二百年。至1990年代，隨著印度文化在更廣泛在新加坡文化中擴散，已經發展和當代的印度文化有所不同。來自印度新移民增加了當地印度裔社群的規模和多樣性。新加坡印度裔社群透過往返印度的低成本航空及影視傳媒與母國印度連繫在一起。

## 定義
新加坡政府把“新加坡印度人”定義為“ 種族 ”（或“ 族群 ”），包括“ 來自印度、巴基斯坦、孟加拉和斯里蘭卡的南亞族群如人淡米爾人、馬拉亞利人、旁遮普人、孟加拉人、僧伽羅人等 ”。

## 語言群
新加坡印度人（南亞裔）大多數來自南印度和斯里蘭卡，其餘來自北印度和西印度；通常是19世紀至20世紀初期來自印度次大陸的契約勞工移民的後裔。2010年，新加坡人口普查將237,473名新加坡公民和110,646名新加坡永久居民分為多個“ 語言群 ”。
| 語言群體                                                                   | 原居地                                         | 宗教信仰                       | 2010 人口普查 | 百分比 |
| -------------------------------------------------------------------------- | ---------------------------------------------- | ------------------------------ | ------------- | ------ |
| 坦米爾人                                                                   | 坦米爾納德邦 斯里蘭卡 本地治理                 | 印度教、伊斯蘭教、基督宗教     | 188,591       | 54.18% |
| 馬拉雅拉姆人                                                               | 喀拉拉邦 拉克沙群島                            | 印度教、伊斯蘭教、基督宗教     | 26,348        | 7.57%  |
| 旁遮普人                                                                   | 旁遮普邦                                       | 錫克教、印度教                 | 18,624        | 5.35%  |
| 古吉拉特人                                                                 | 古吉拉特邦                                     | 印度教、伊斯蘭教、耆那教       | 4,124         | 1.18%  |
| 信德人                                                                     | 信德省（巴基斯坦）                             | 伊斯蘭教、印度教               | 3,971         | 1.14%  |
| 僧伽羅人                                                                   | 斯里蘭卡                                       | 佛教                           | 3,140         | 0.90%  |
| 泰盧固人 孟加拉人 Indo-Portuguese(克里斯坦人) 印度斯坦人 帕西人 其他南亞裔 | 安得拉邦 泰倫加納邦 西孟加拉邦 果阿邦 各個地區 | 印度教、伊斯蘭教、瑣羅亞斯德教 | 103,321       | 29.68% |
|                                                                            |                                                |                                | 348,119       | 100%   |

1. ↑  這張地圖為1947年的英屬印度，因為一些新加坡南亞人（印度裔）來自現在的巴基斯坦和斯里蘭卡而非只有來自獨立後的印度。
2. ↑  這張地圖還包括印度次大陸的其他國家，因為“新加坡印度人”涵蓋印度以外的其他南亞種族，如斯里蘭卡坦米爾人。
3. ↑  混合種族的新加坡公民必須根據父系的種族來分類。

新加坡的印度人（南亞裔）的大多數為坦米爾人（54.18％）和各個不同的語言群體。來自印度南部喀拉拉邦的馬拉雅拉姆人為人數第二大多的語言群體，佔新加坡的南亞裔（印度裔）的7.57％。坦米爾人和馬拉雅拉姆人是新加坡裔（南亞裔）的兩個主要的語言群體，佔新加坡印度人（南亞裔）人口的三分之二。新加坡三大北印度語言群體（旁遮普邦、古吉拉特邦、信德省）佔南亞裔（印度裔）的7.67％。其餘的29.68％來自南印度（如泰盧固人），東印度（如孟加拉人）和北印度（印度斯坦人）。

## 歷史

新加坡印度人家庭，約攝於1890年

### 英國殖民前

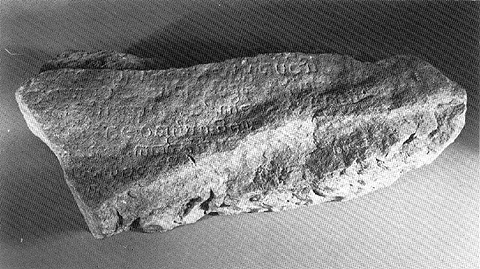
10世紀至13世紀的新加坡古石上刻有印度文字

英属印度前，早於古代印度人已經經常進出東南亞一帶，包括新加坡。一些早期考古學家，就於新加坡境內發現古印度文物，證明早於十九世紀前，印度人已踏足新加坡。比如，新加坡兩個最重要前殖民時期文物是新加坡石，上面刻有印度文字和帶有印度教「卡拉」頭圖案的金手鐲。

### 英國殖民時期（1820年代至1950年代）

#### 移民和定居
新加坡和印度起成為英國殖民地，其時英國人已經从英属印度大規模地引進印度人。於1824年新加坡第一次人口普查，境內共有765名印度人，約佔總人口7%。到1826年，官方數字顯示共13,750名印度裔，其中大多数是男性。
早期印度裔主要以外地勞工身分逗留新加坡，大多僅留幾年就回鄉。惟也有少數長期居留並且致富。此中最著名為Naraina Pillai，為新加坡建築承包商。
另外也有一批印度裔是以囚犯身分到來新加坡：英國殖民者為緩解印度監獄壓力，特意押送印度囚犯到新加坡，作為建築工人建造道路和公共建築。其中有部分囚犯，甚至長留新加坡定居。

#### 社會特徵
根據學者Rajesh Rai研究，十九世紀於新加坡之印度裔，主要有四個群體。其中超過80%為普通勞工，未受過教育；其次為商人，約佔10%以下；白領工作則約5-7%；至於能操英語，受過高等教育之群體，則僅佔0.5%。

#### 1915年政變
1915年新加坡兵變，是一場政變，涉及850名印度裔士兵。
1915年2月15日，這批士兵發動叛變，以抗議英國殖民政府派他們前往土耳其參戰。叛變持續7天，導致47名英國士兵和當地平民喪生。殖民政府後來拘捕叛變軍人，並且把之處決。

### 新加坡獨立後（1960年代至今）
自1965年新加坡獨立後，新加坡境內印度社區發展，有兩個階段。第一階段是1965-1990年代，其中印度裔社區比例從1957年的9%，下降到1980年的6.4%。而原因在新加坡獨立後，英國人撤離，連帶大批印度勞工離開新加坡。與此同時獨立後，新加坡又另立移民政策，印度裔移民受到抑制。惟即使如此，新加坡印度裔出生率依然相當高，使印度裔人口依然有一定數目。
第二階段則肇始於1990年代，新加坡政府放寬移民政策，以招攬外來專才。其時新加坡政府渴望專才優先，以發展高增值產業。與此同時新加坡亦吸納一部分低技能工人，專門從事清潔和建築，儘管政策不鼓勵這批人長期居留。這些政策的結果是，印度裔人口之增長，遠高於其他族群。而印度裔社區比例，亦從1980年的6.4％，上升到2010年的9.23％。
截至2010年，新加坡有237,473名印度裔公民，占新加坡人口的7.35％。

## 人口統計

### 語言

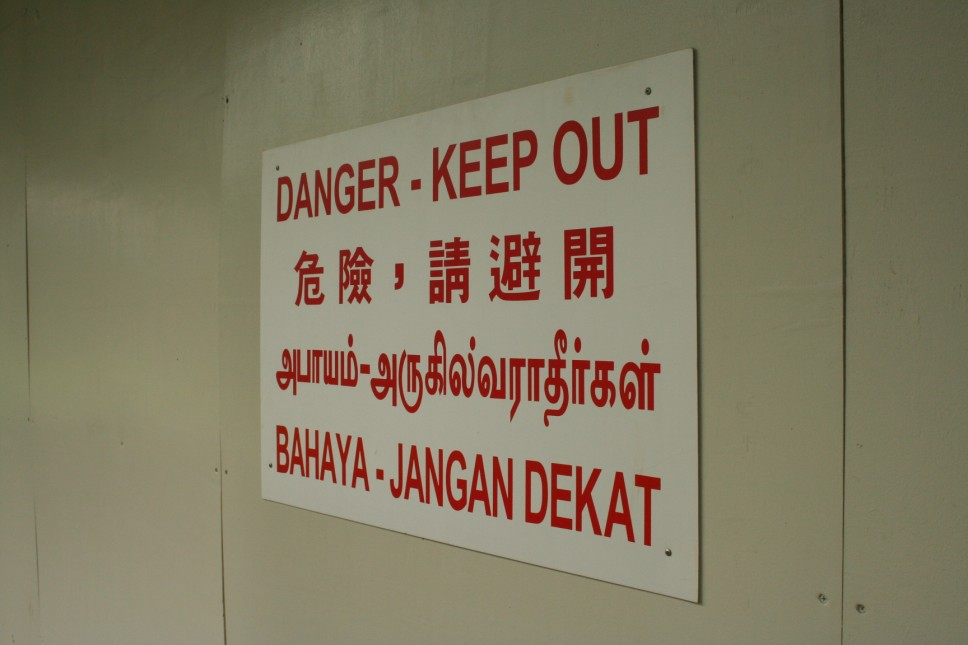
施工現場標誌顯示新加坡的四種官方語言：英語、華語）、坦米爾語和馬來語。

新加坡的官方語言為英語、馬來語、華語（現代標準漢語）和坦米爾語。由於新加坡的原住民為馬來人，新加坡的國歌《前進吧，新加坡！》（馬來語：Majulah Singapura）是以馬來語來演唱而非其他官方語言。坦米爾人約佔了新加坡印度裔（南亞裔）社群的58％。其他印度裔語言社群包括馬拉雅拉姆人、泰盧固人、旁遮普人、信德人、古吉拉特人、僧伽羅人和印度斯坦人等。
新加坡印度裔（南亞裔）社群日常語言使用方面，39％的印度裔（南亞裔）在家裡主要使用英語和坦米爾語。其餘使用的語言包括馬來語（11%）或其他語言，包括其他印度語言和克里斯坦語（11％），使用馬拉地語的印度裔（南亞裔）家庭約有3000個。新加坡全國公民中，3.1%的人主要在家中使用坦米爾語，是新加坡的四種官方語言之一。在大多數公立學校，坦米爾語被作為教授的第二語言。坦米爾語影視產品（本地或國外製作）可在免費電視和有線電視以及廣播頻道以及圖書館、電影院、劇院和書店購買。坦米爾語也用於印度教寺廟、清真寺和教堂。在一些商業和非營利組織中，特別是小印度區的企業和非營利組織都使用坦米爾語。

### 宗教

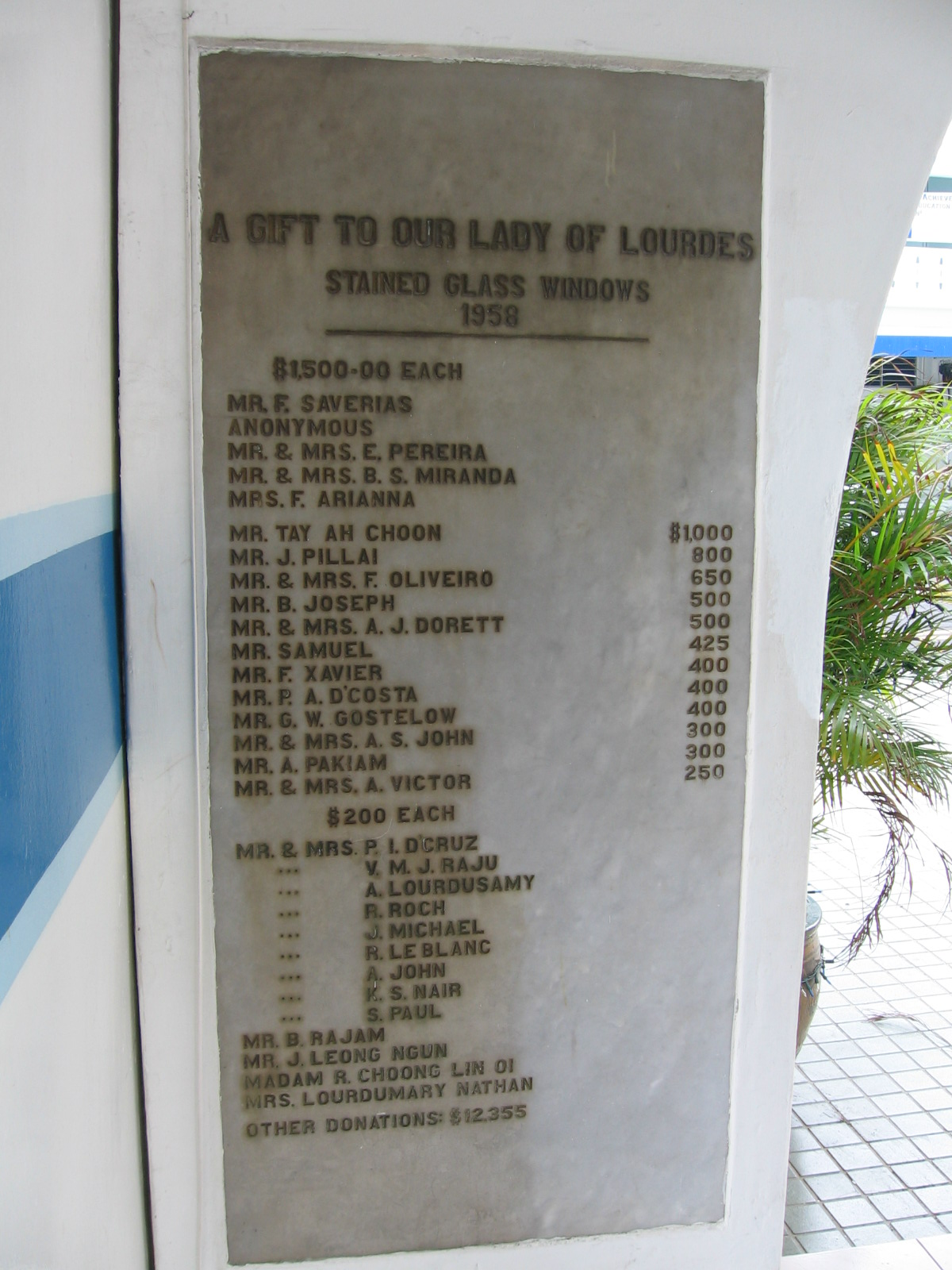
新加坡最古老的坦米爾人教堂露爾德聖母教堂上的一塊匾列出捐助者的姓名。

新加坡印度裔（南亞裔）社群信奉多種宗教。根據2010年人口普查，新加坡15歲以上的印度裔（南亞裔）社群永久居民信仰以下幾種宗教：
| 宗教     | 人口數量 | 百分比 |
| -------- | -------- | ------ |
| 印度教   | 156,339  | 58.9%  |
| 伊斯蘭教 | 57,546   | 21.7%  |
| 基督宗教 | 34,024   | 12.8%  |
| 錫克教   | 10,591   | 4.0%   |
| 佛教     | 2,022    | 0.8%   |
| 無宗教   | 2,940    | 1.1%   |
| 其他宗教 | 1,762    | 0.7%   |

#### 印度教

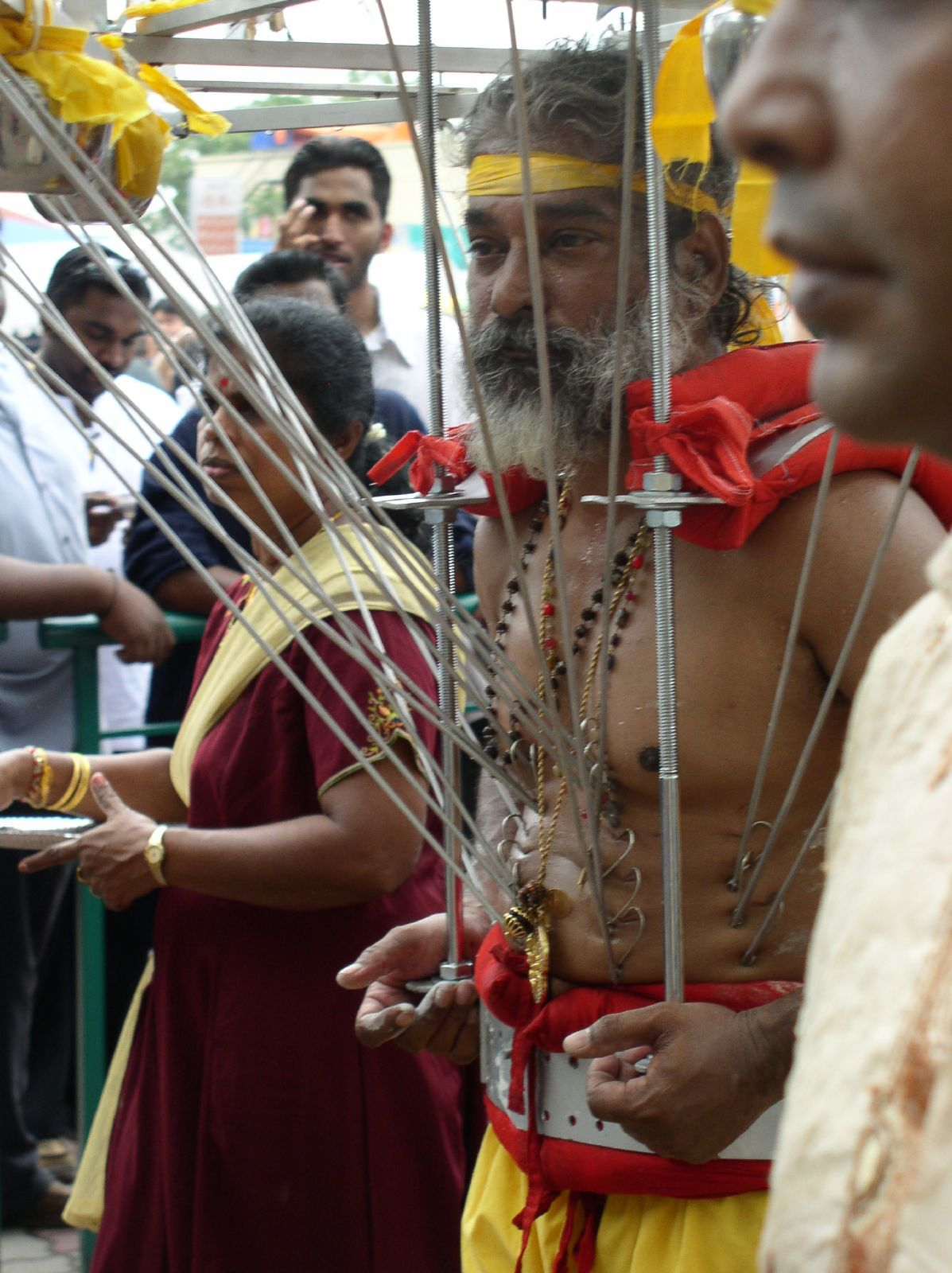
大寶森節的遊行參與者

在2010年統計中，新加坡15歲以上的公民有5.1％為印度教徒。幾乎所有新加坡印度教徒都是印度裔。新加坡印度裔社群有58.9％信奉印度教。新加坡約有35座印度教寺廟，大多數都是南印度的建築風格。雖然印度教寺廟可能在歷史上與印度社群有聯繫，但新加坡的印度教寺廟為開放的，無論是種族或宗教信仰（非印度教徒可以參觀印度教寺廟）。新加坡最受歡迎的印度教節日是排燈節和大寶森節，排燈節為新加坡的全國公共假期。在排燈節一個月前，小印度區以燈飾來裝飾。市場在小印度區內不同地區舉行，攤販販售宗教用品，節日賀卡，節日食品，節日裝飾品，衣服等。在排燈節當天信徒會沐浴和祈禱，並參加節日活動和拜訪親戚朋友。大寶森節為新加坡和馬來西亞的印度裔淡米爾人社群中的重要節日。作為以懺悔為主的節日，參佳節日遊行的信徒會攜帶 kavadis，有些信徒通過刺穿皮膚的鉤子和矛來攜帶 kavadis附著在身上。在大寶森節節慶活動期間，新加坡主要道路被封閉以進行宗教遊行。

#### 其他宗教

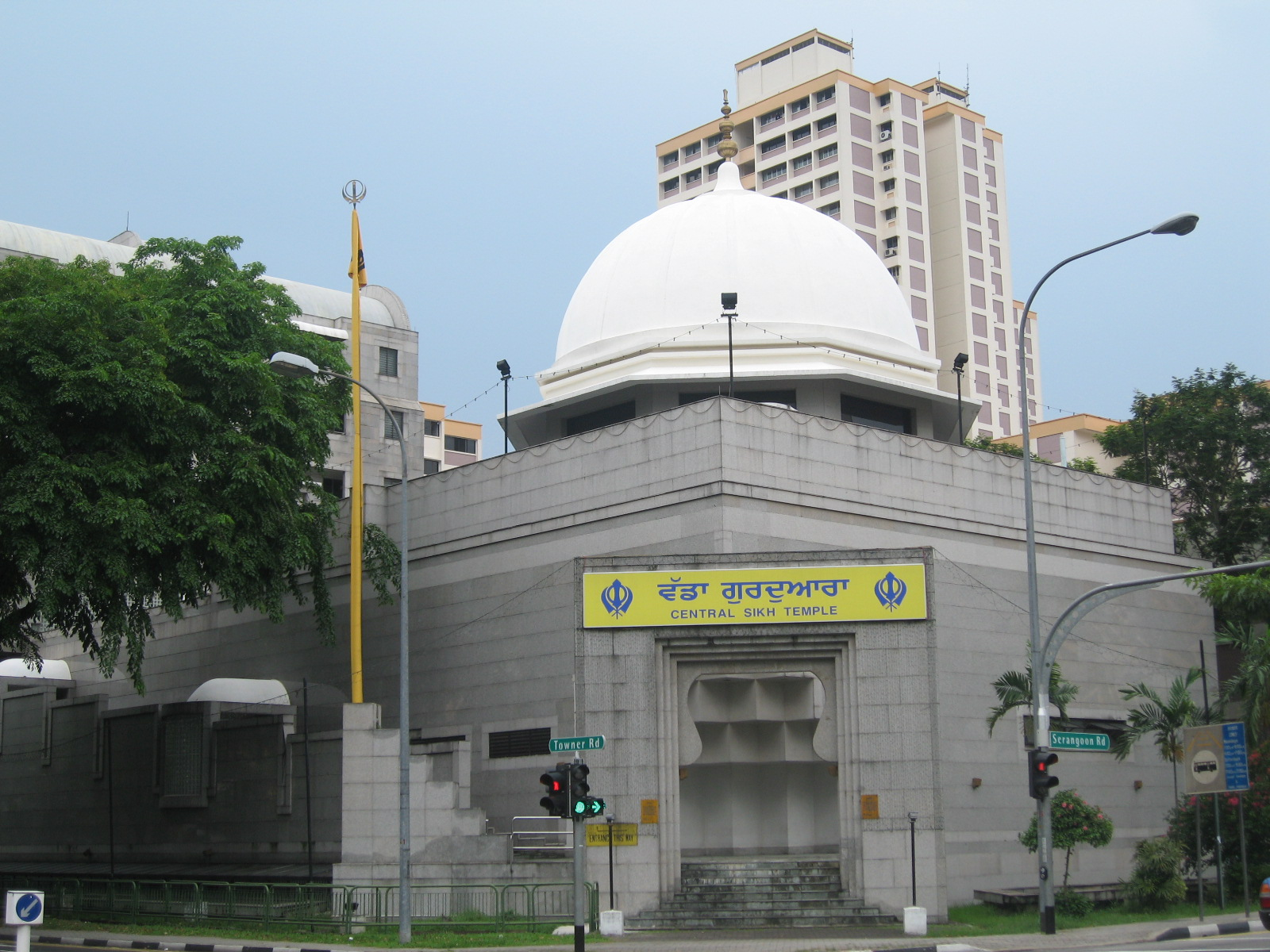
建於1912年的新加坡中央錫克教堂

新加坡錫克教徒佔新加坡15歲以上公民的0.4％。如他宗教一樣，錫克教徒在新加坡興建了幾個宗教場所，其中最古老的錫克教寺廟是成立於1912年的中央錫克教寺廟。在新加坡穆斯林中，印度裔佔了12.4％，其餘大多數是馬來人；印度裔穆斯林常與馬來人通婚。
印度尼西亞人和馬來人透過印度商人而非阿拉伯傳教士了解伊斯蘭教。在新加坡基督徒中，6％是印度裔，其餘大多數是華人。在印度裔基督徒社群中有10.3％信仰羅馬天主教（包括部分印度裔克里斯坦人）和3.9％非天主教基督徒（主要是新教徒）。
印度裔穆斯林和基督徒社群內，有自己專數的宗教場所，在講道、服務和禱告用印度語言來進行。新加坡印度社群有自己的基督教會，清真寺和佛教寺廟；如：建於1826年的詹美回教堂，是新加坡最古老的淡米爾清真寺和國定古蹟。在1888年，淡米爾天主教信徒建立了露德聖母堂，為新加坡最古老的淡米爾天主教堂，同時也是新加坡國定古蹟。
釋迦牟尼菩提迦耶寺是一座以中國，印度，斯里蘭卡和泰國風格混合建立的上座部佛教寺廟，與大多數新加坡的中國漢傳佛教寺廟完全不同。新加坡小印度佛教社群（主要是來自斯里蘭卡的僧伽羅人）常常到釋迦牟尼菩提迦耶寺禮佛。

## 料理

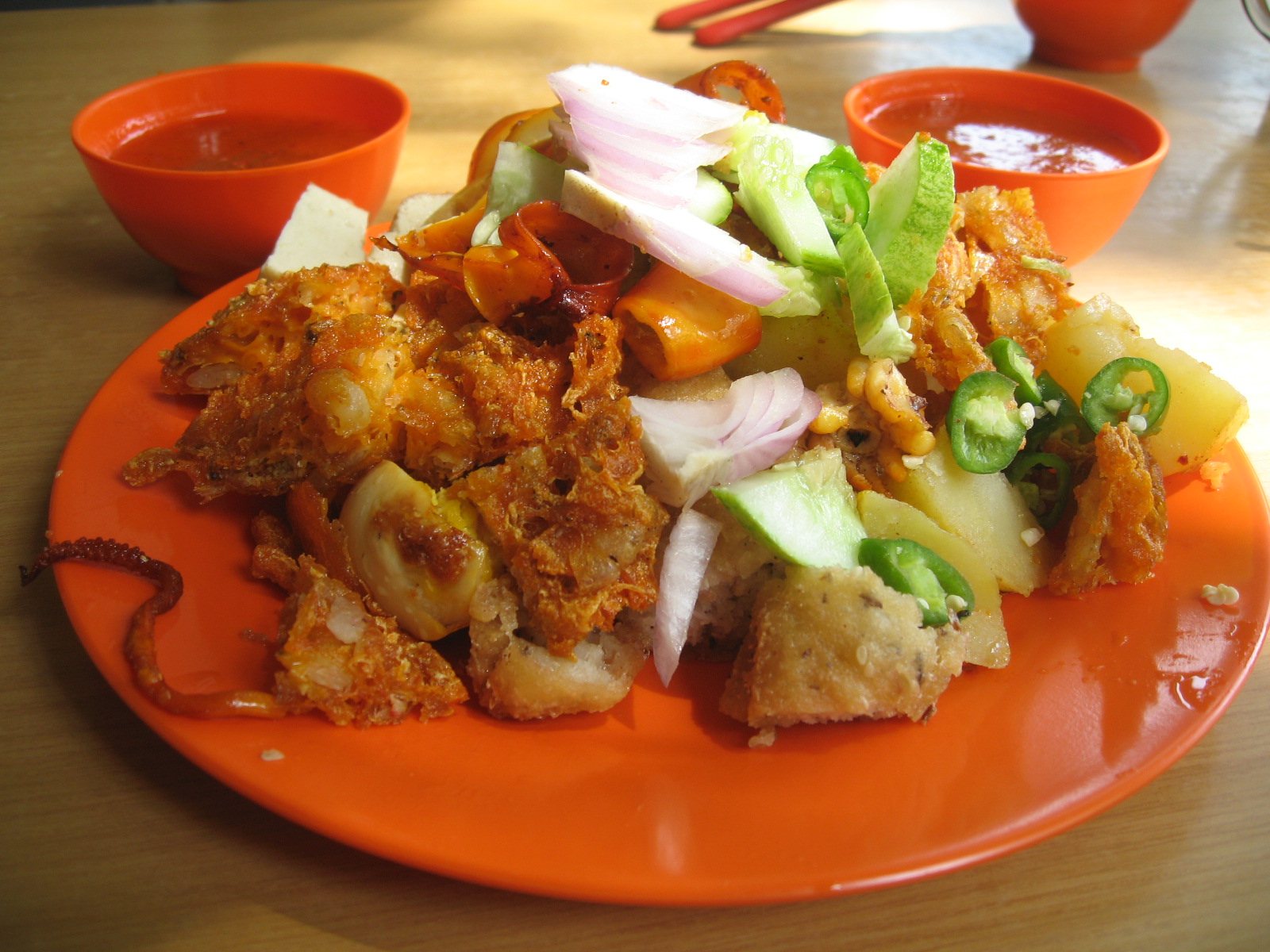
新加坡印度囉喏

新加坡料理種類多樣，包括印度料理，大部分是南印度泰米爾料理，特別是當地的淡米爾穆斯林美食，而北印度料理也很受歡迎。經過多年與其他新加坡文化的接觸，受其他新加坡料理影響，新加坡印度料理已經不同程度地改變了。有些印度食品不太普遍，但在幾個地區仍然可以找到販售的餐館，特別是在小印度及其周邊地區。

## 小印度

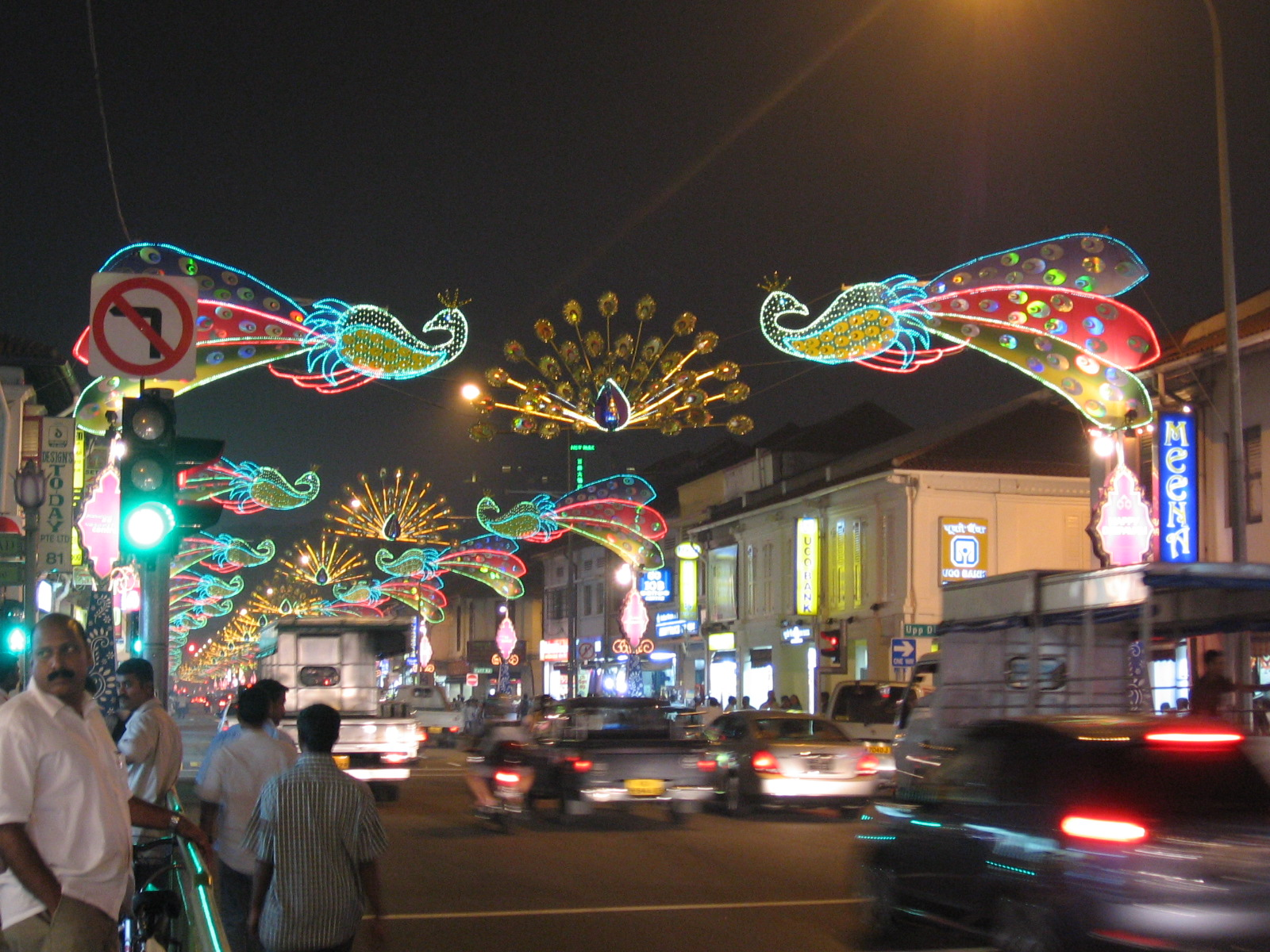
排燈節期間的小印度

新加坡有印度文化的地區以小印度區最為顯著。1989年7月7日，在新加坡文化資產建築保護開始時，該地區已成為保護區域，使其建築物受法律保護而免受擅自更改及拆卸。該地區被公認為新加坡印度社群的樞紐。主要包含早期、過渡時期和晚期的裝飾藝術的兩層商店，以及不同信仰的禮拜場所。 除了為社會服務，印度社區的文化和商業需求，該地區被確立為新加坡歷史悠久的區域之一，擁有豐富的移民文化，使其成為國家文化認同的不可分割的一部分。在2004年，小印度區已成為新加坡第三大受歡迎的旅遊景點。

## 名字

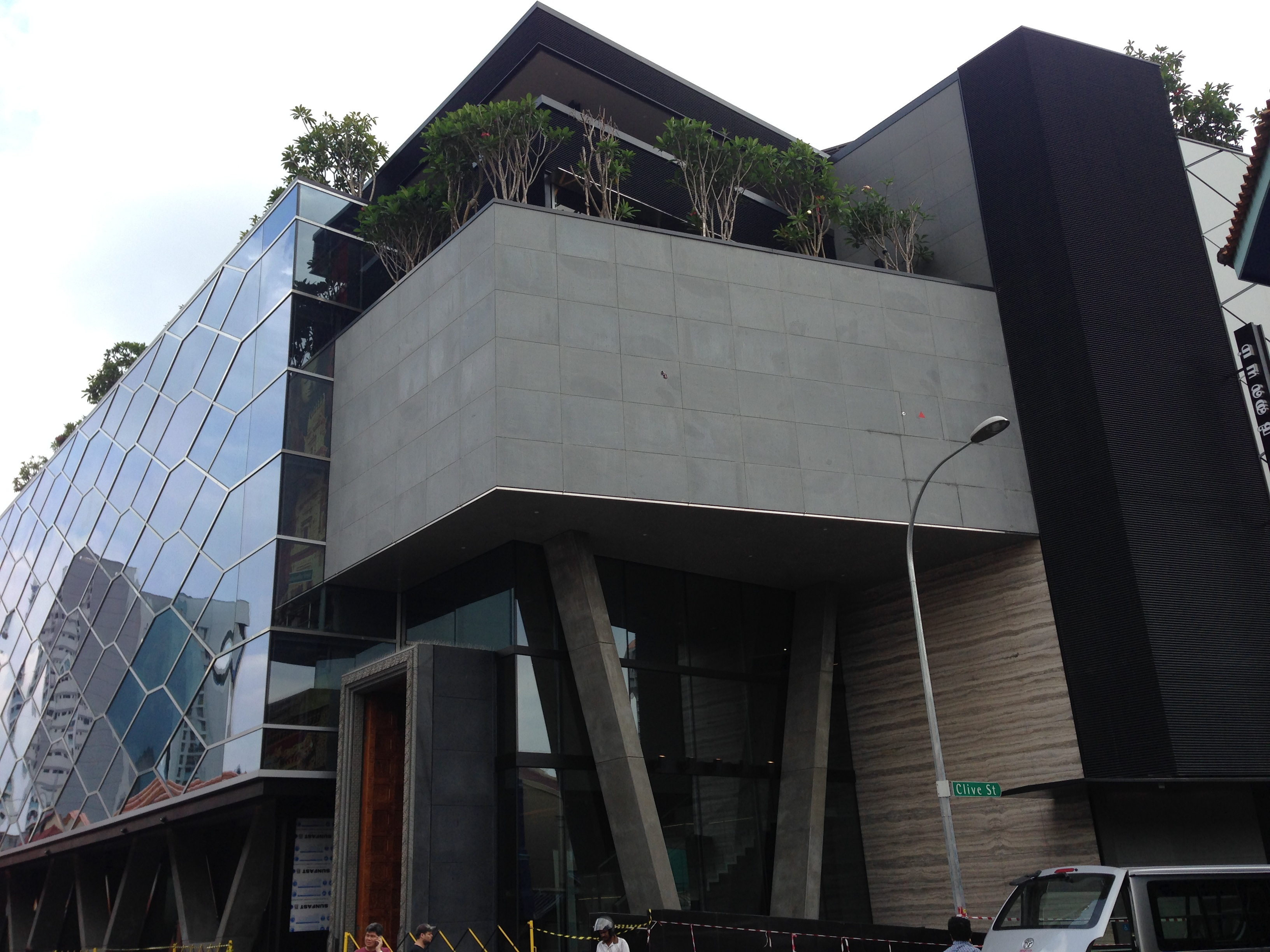
小印度印度文化資產中心